# رضوان الأخرس
رضوان سعيد سليمان الأخرس طبيب فلسطيني شغل منصب وزير وزارة الصحة الفلسطينية ضمن حكومة إسماعيل هنية الثانية.